# Лунное затмение 27 июля 2018 года
| Полное лунное затмение 27 июля 2018 года                   | Полное лунное затмение 27 июля 2018 года |
| ---------------------------------------------------------- | ---------------------------------------- |
| Эклиптика на севере Луна прошла через центр земной тени    |                                          |
| Цикл сароса                                                | 129 (38 из 71)                           |
| Гамма                                                      | +0,1168                                  |
| Продолжительность (час: мин: сек)                          |                                          |
| Полное                                                     | 1:42:57                                  |
| Частное                                                    | 3:54:32                                  |
| Полутеневое                                                | 6:13:48                                  |
| Контакты (UTC)                                             |                                          |
| P1 (первый контакт Луны с полутенью)                       | 17:14:49                                 |
| U1 (первый контакт Луны с тенью)                           | 18:24:27                                 |
| U2 (второй контакт Луны с тенью — полное вхождение в тень) | 19:30:15                                 |
| Наибольшая фаза                                            | 20:21:44                                 |
| U3 (третий контакт Луны с тенью — начало выхода из тени)   | 21:13:12                                 |
| U4 (четвёртый контакт Луны с тенью — конец выхода из тени) | 22:19:00                                 |
| P4 (выход Луны из полутени)                                | 23:28:37                                 |

Лу́нное затме́ние 27 ию́ля 2018 го́да — полное лунное затмение, первое центральное затмение Луны с 15 июня 2011 года. Луна прошла через центр земной тени. Максимальная фаза затмения наступила в 20:21:44 UTC (23:21:44 московского времени)
Поскольку затмение являлось центральным и, кроме того, произошло около апогея лунной орбиты, где Луна движется по небесной сфере наиболее медленно, оно стало самым длинным полным лунным затмением в XXI веке. Общая продолжительность полной фазы составляла около 103 минут, лишь на пять минут меньше максимальной теоретически возможной продолжительности.
Это затмение стало вторым полным лунным затмением в 2018 году, после первого, произошедшего в январе. Следующее полное лунное затмение состоялось 21 января 2019 года (по UTC).
В момент затмения Луна находилась вблизи соединения с Марсом, причём на это время пришлось великое противостояние (перигелийная оппозиция) Марса, достаточно редкое событие, повторяющееся с периодичностью 15—17 лет. Совпадение настолько длительного полного лунного затмения с великим противостоянием Марса происходит лишь раз в 25 тысяч лет.

## Видимость
Затмение было полностью видно в Восточной Африке и Центральной и Южной Азии, а также Антарктиде. В Южной Америке, Западной Африке и Европе затмение началось при восходе Луны, в Восточной Азии и Австралии — наоборот, при заходе. В Северной Америке затмения не было видно вообще.
| Вид Земли с Луны во время максимума затмения |
| Карта видимости. В Европе, Западной Африке и Южной Америке различные фазы затмения наблюдались во время восхода Луны; в Восточной Азии и Австралии — во время захода Луны. В центре карты (Восточная Африка, Антарктида, Индийский океан, Центральная Азия, Восточная Европа) было видно всё затмение. В районах, залитых тёмно-серым цветом, затмение не наблюдалось. Линии отмечают моменты начала фаз затмения, совпадающие с восходом или заходом Луны: - P1 — начало вхождения Луны в земную полутень (начало полутеневого затмения); - U1 — первый контакт Луны с тенью (начало частного теневого затмения); - U2 — полное вхождение Луны в тень (начало полного теневого затмения); - U3 — начало выхода Луны из тени (конец полного теневого затмения); - U4 — полный выход Луны из тени (конец частного теневого затмения); - P4 — полный выход Луны из полутени, конец затмения. Например, Санкт-Петербург находится на западной ветви линии U1; это означает, что здесь на восходе Луны началось её вхождение в тень. Москва и Киев находятся между западными ветвями линий P1 и U1; здесь в момент восхода Луны она была в фазе полутеневого затмения, но полное затмение ещё не началось. Иркутск находится на восточной ветви линии U3; здесь в момент захода Луны она как раз начала выходить из земной тени. Хабаровск находится на восточной ветви линии U2; здесь на момент захода Луна только что полностью вошла в тень, а к востоку от этой линии до захода можно было видеть только частные фазы теневого затмения. |

## Пояснение
Лунное затмение возникает, когда Луна проходит внутри земной тени. С началом затмения Земля слегка затемняет Луну, а затем тень начинает «покрывать» часть спутника, окрашивая его в тёмно-красно-коричневый цвет (который может быть различных оттенков, от тёмно-коричневого до тёмно-красного, в зависимости от атмосферных условий). Луна выглядит красноватой из-за рэлеевского рассеяния (тот же эффект, который заставляет Солнце на восходе и закате казаться красным), она находится в земной тени, её не достигают прямые солнечные лучи, но она освещена слабым светом, рассеянным сквозь земную атмосферу.
Следующее моделирование показывает примерный вид Луны в Северном полушарии, проходящей через земную полутень (внешний круг) и тень (внутренний круг) во время этого затмения. Яркость Луны в полутени преувеличена. Южная часть Луны прошла ближе к центру тени, поэтому выглядела темнее и более красной.

## Иллюстрации

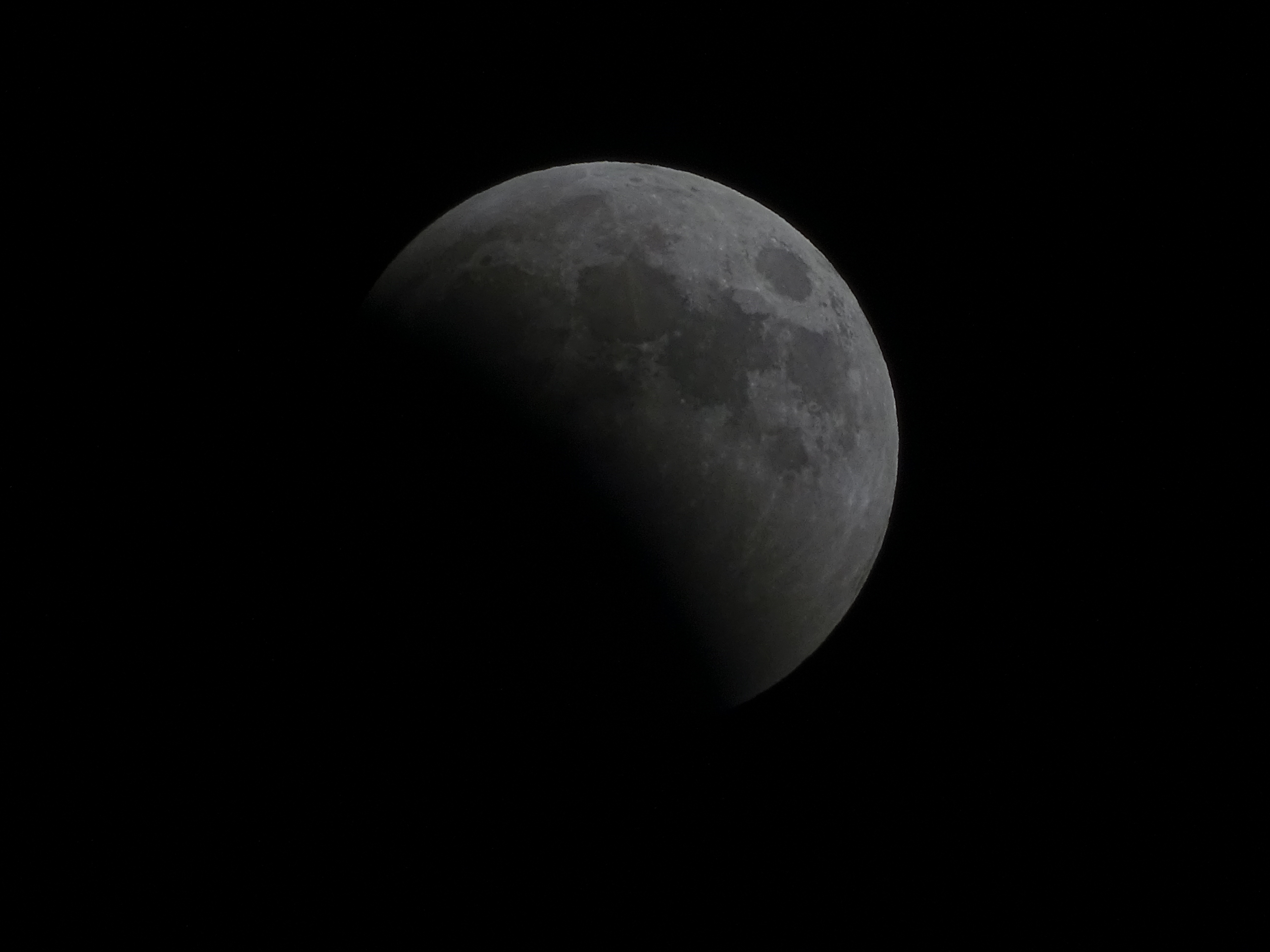
Частное затмение в Афинах (18:52 UTC)
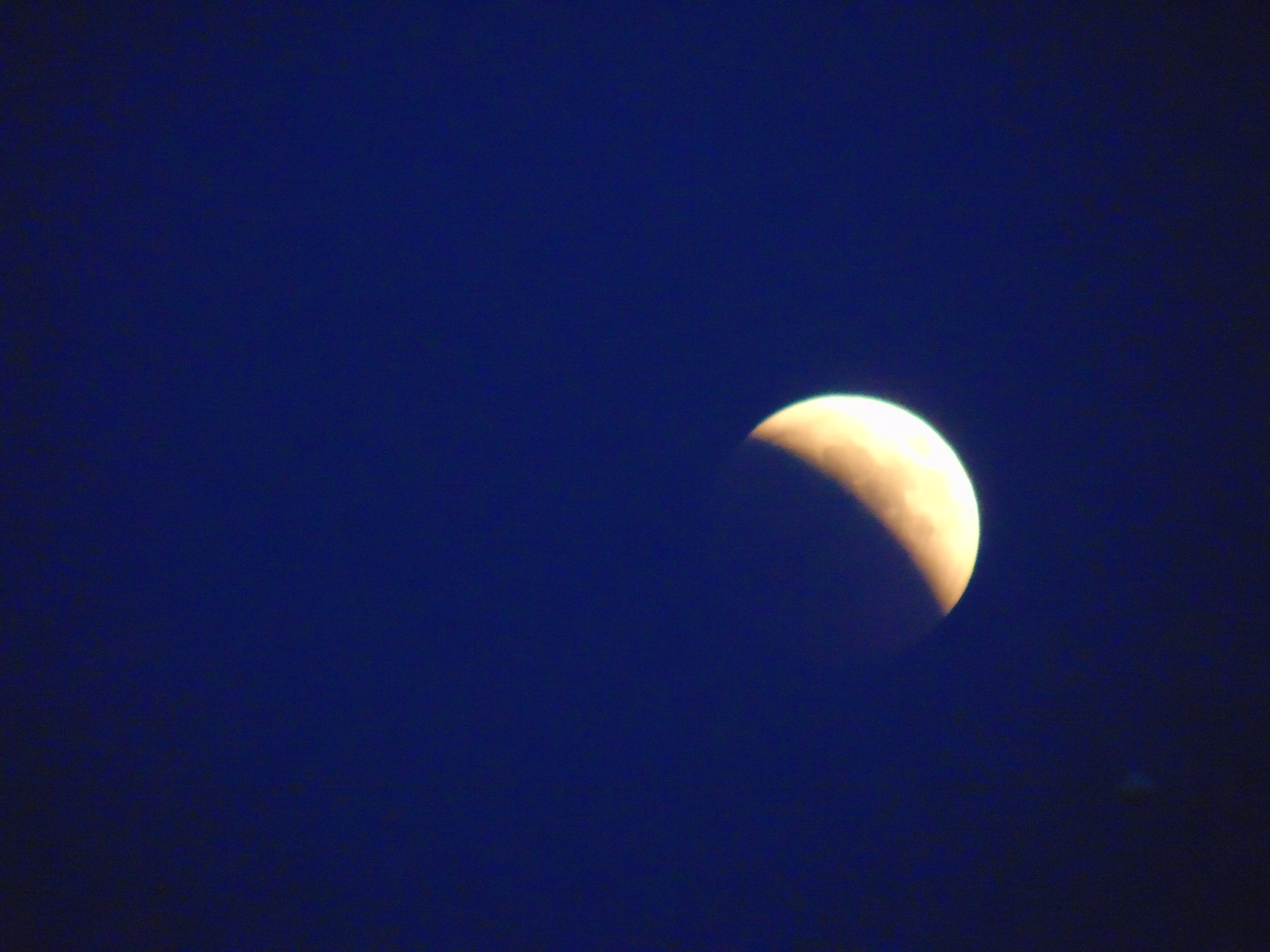
Частное затмение в Риме, Италия (19:02 UTC)
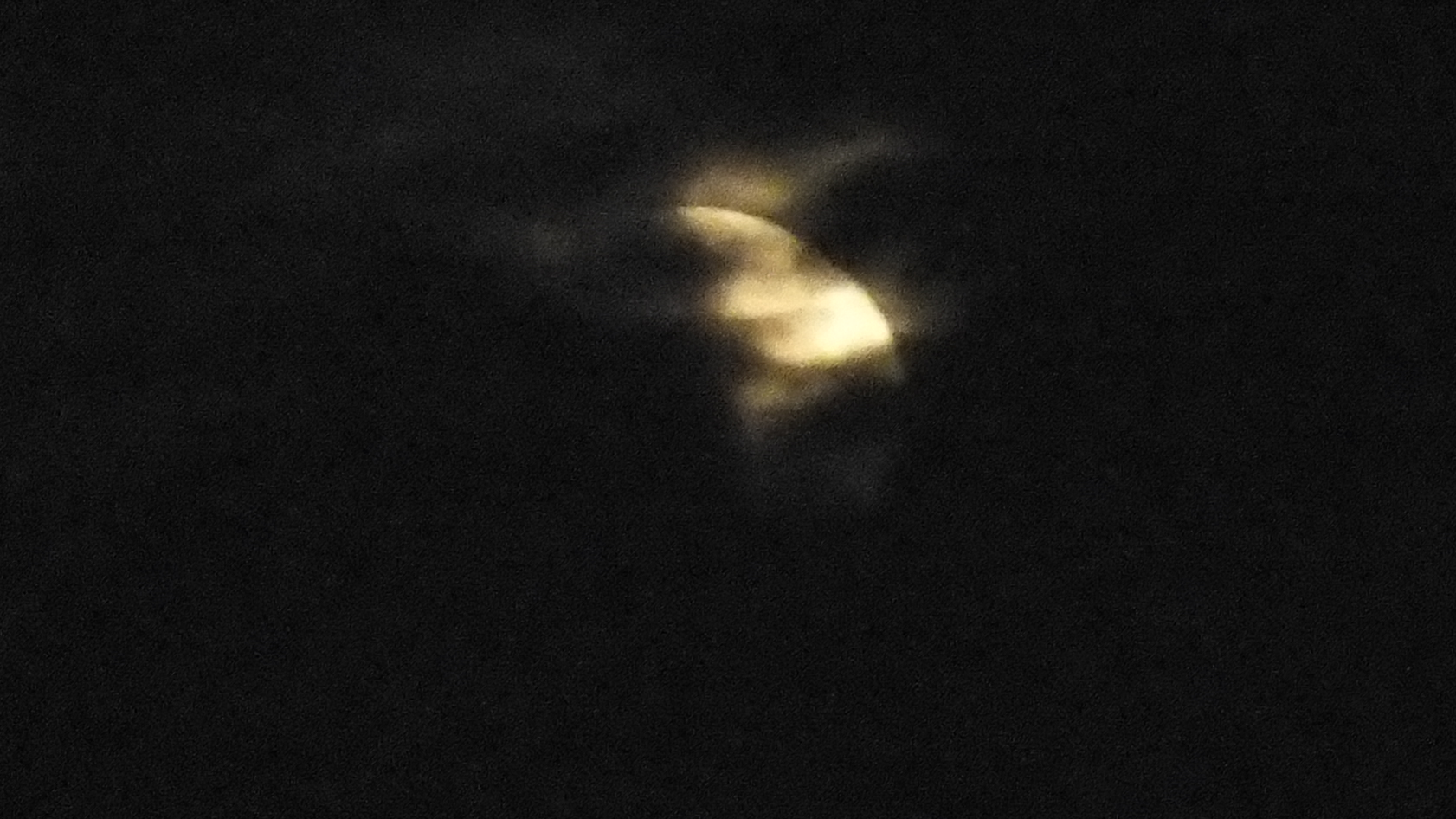
Частное затмение в Москве (в 22:12 по местному времени; 19:12 UTC)
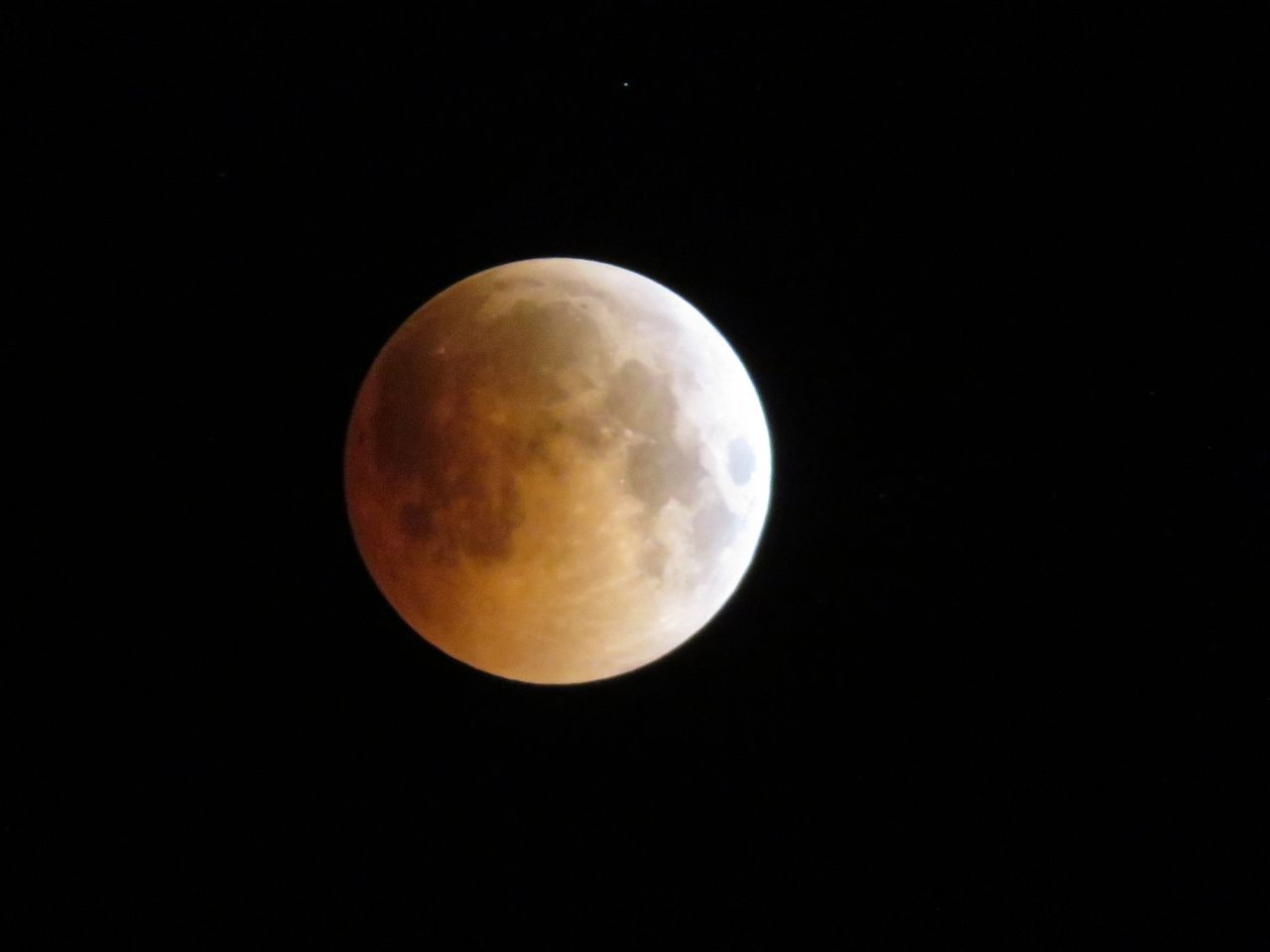
Полное затмение в Ташкенте (в 00:32 по местному времени; 19:32 UTC)
- Видео полного затмения в Екатеринбурге
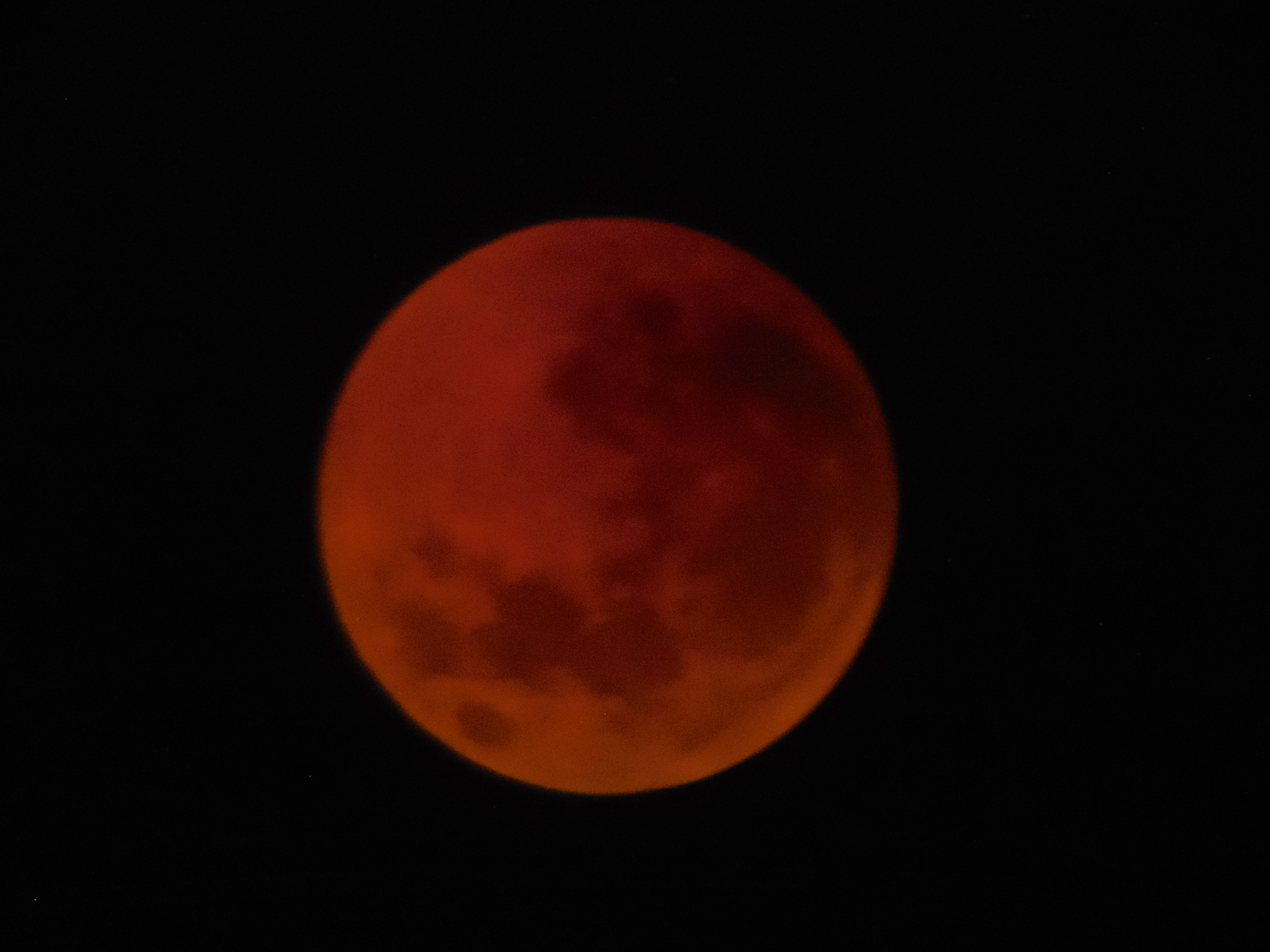
Полное затмение в Мельбурне, Австралия
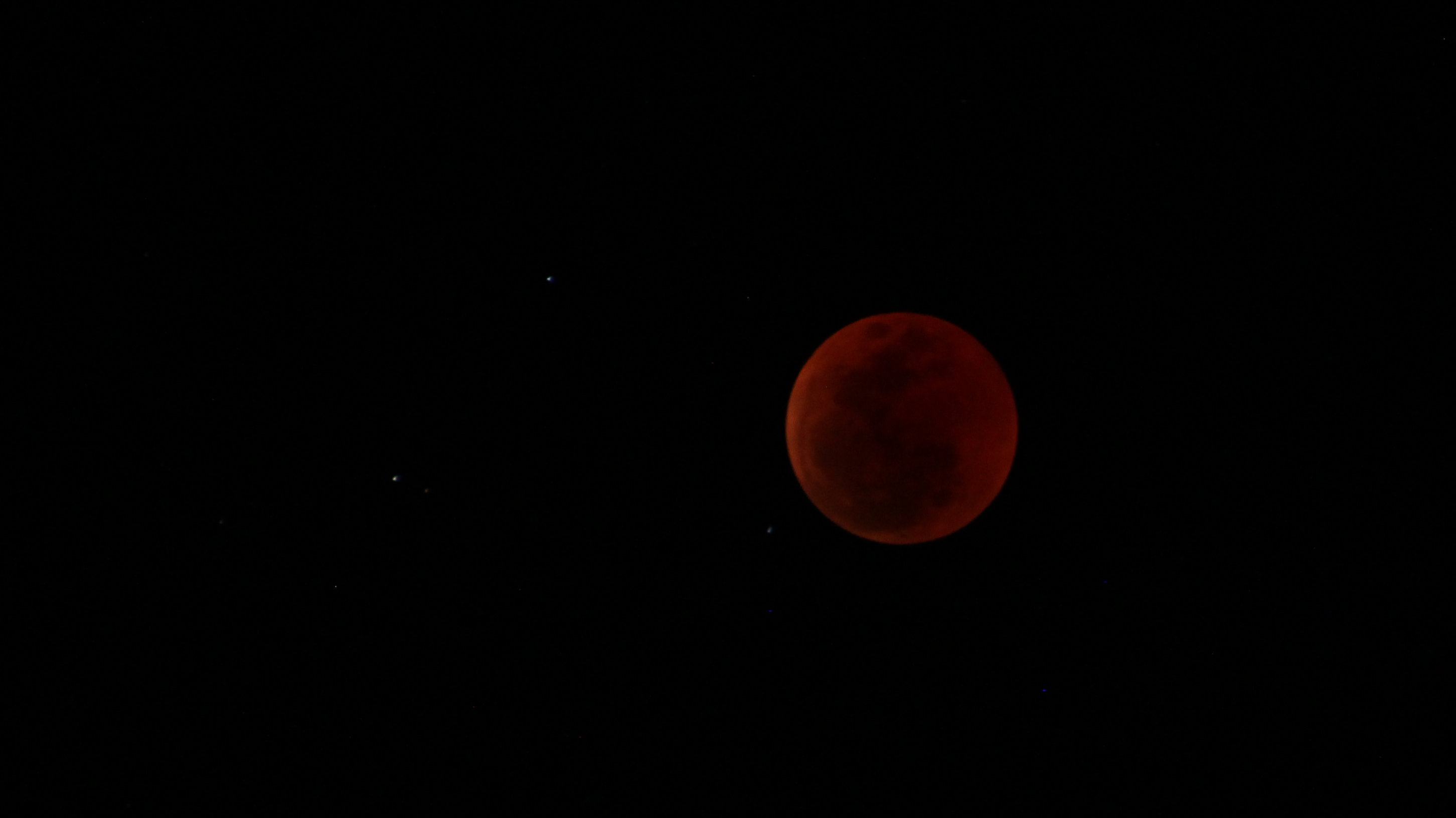
Полное затмение в Ботсване (20:11 UTC)
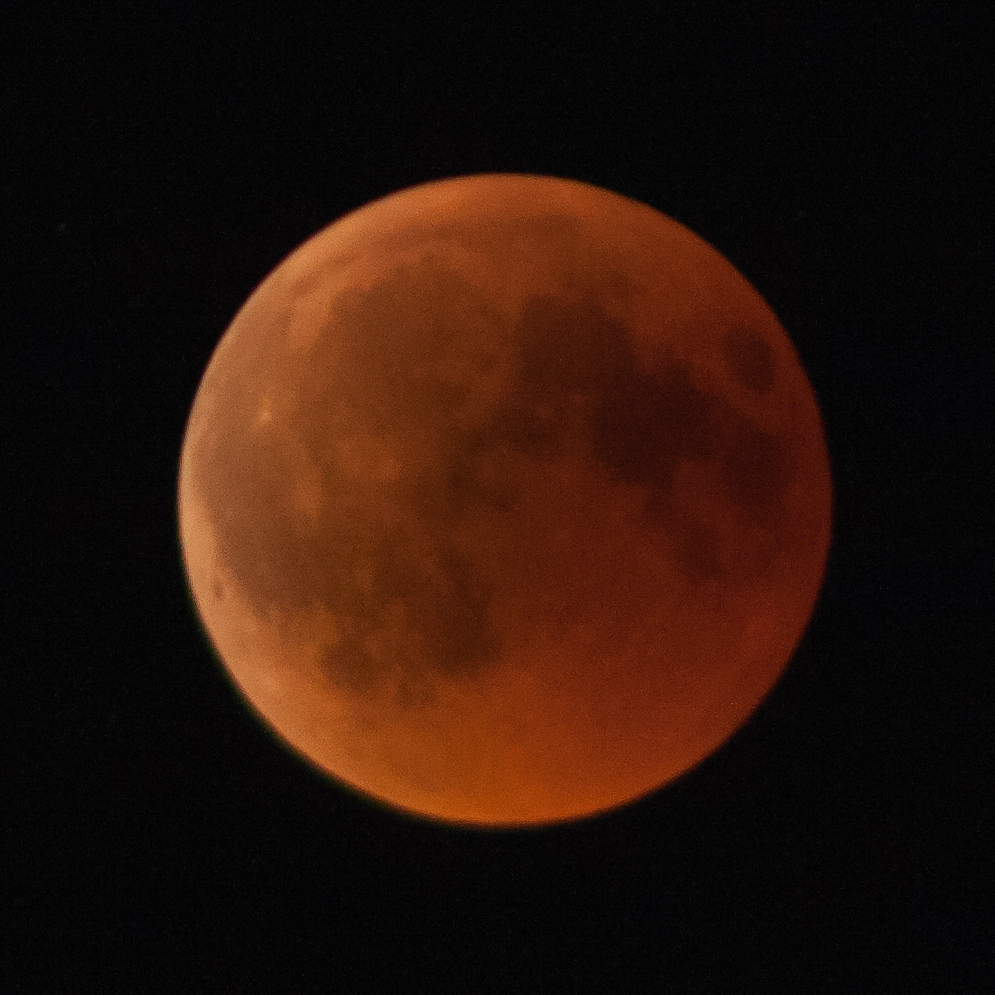
Полное затмение в Лонзее, Германия (20:53 UTC)
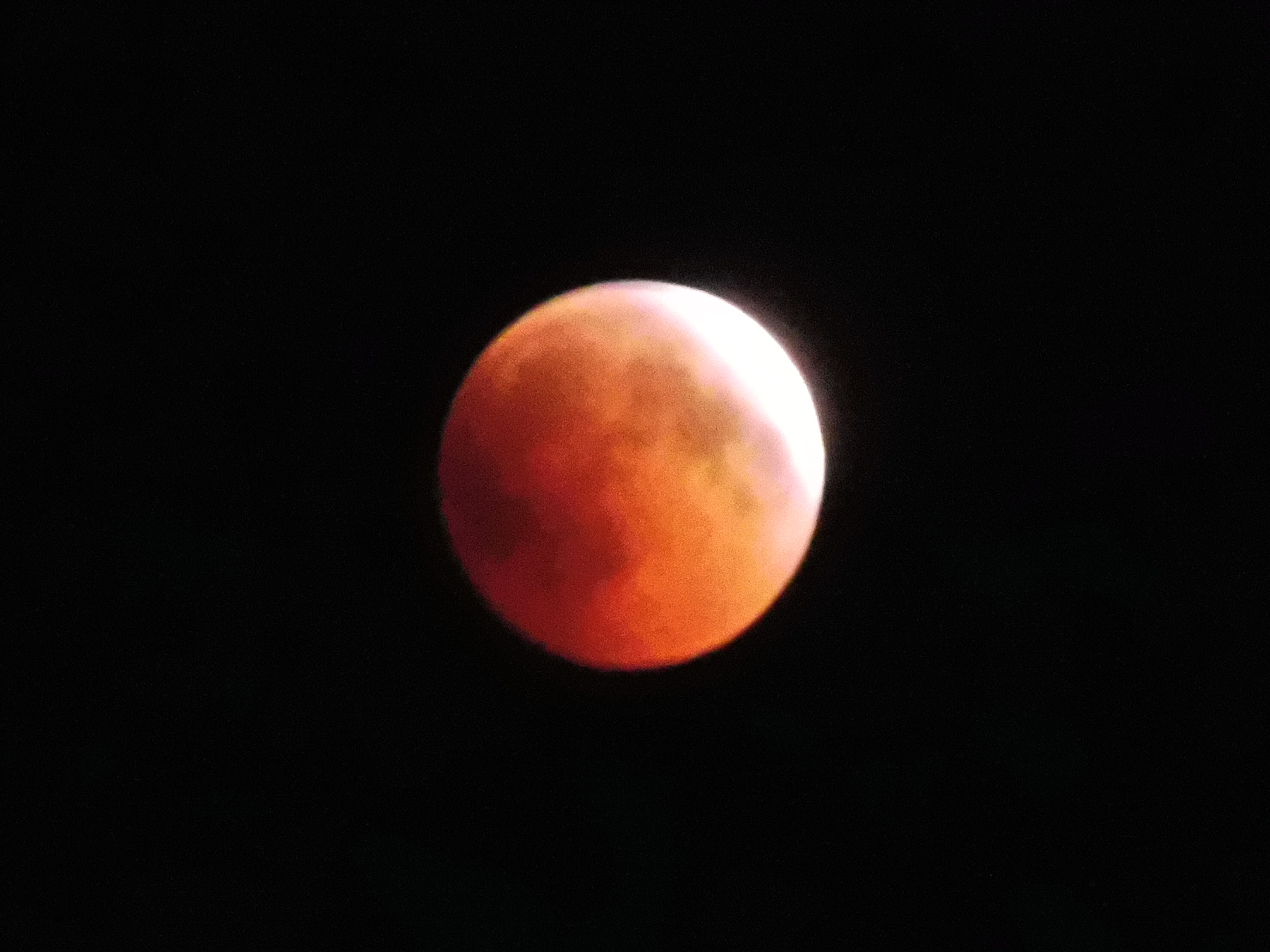
Полное затмение в Иерусалиме, Израиль. 22:33 по местному времени (19:33 UTC)